# Dreaming I was dreaming
〈Dreaming I was dreaming〉은 일본의 가수 아무로 나미에의 11번째 싱글 앨범으로, 1997년 11월 27일 발매되었다. (8cm CD: AVDD-20221) 곡의 작사는 코무로 테츠야와 마크 팬서 (MARC)가 맡았으며, 작곡과 편곡을 쿠보 코지가 담당했다. 아무로는 1997년 10월 22일, 자신이 이미 임신 3개월인 상태로, 15살가량 연상이었던 TRF의 댄서 SAM과 결혼을 한다는 발표로 일본 사회에 다소 충격을 주었다. 그녀는 1998년부터 출산 휴가를 갖게되며, 이 싱글은 활동을 잠시 중단하기 이전에 마지막 싱글이다. 이 곡은 아무로가 발표했던 정규 음반에는 수록되어 있지 않지만, 1998년에 발매된 첫 번째 컴필레이션 음반 《181920》에 수록된다.
이 곡은 일본의 보석 판매기업 미키 (三貴)의 TV 광고 삽입곡으로도 쓰였다.

## 수록곡
| #            | 제목                                              | 작사                 | 작곡         | 편곡         | 재생 시간 |
| ------------ | ------------------------------------------------- | -------------------- | ------------ | ------------ | --------- |
| 1.           | 〈〈Dreaming I was dreaming〉〉 (Straight Run)    | 코무로 테츠야 / MARC | 쿠보 코지    | 쿠보 코지    | 5:11      |
| 2.           | 〈〈Dreaming I was dreaming〉〉 (congratulations) |                      |              |              | 6:35      |
| 3.           | 〈〈Dreaming I was dreaming〉〉 (Instrumental)    |                      |              |              | 5:11      |
| 총 재생 시간 | 총 재생 시간                                      | 총 재생 시간         | 총 재생 시간 | 총 재생 시간 | 16:57     |